# Wereldkampioenschappen schaatsen afstanden 2016 - 500 meter mannen
De 500 meter mannen op de wereldkampioenschappen schaatsen afstanden 2016 werd gereden op zondag 14 februari 2016 in het ijsstadion Kometa in Kolomna, Rusland.
Olympisch kampioen Michel Mulder was er niet bij, regerend wereldkampioen Pavel Koelizjnikov wel. Van de tien wereldbekerwedstrijden eerder in het seizoen won Koelizjnikov er bovendien zeven, Gilmore Junio, Artur Waś en Roeslan Moerasjov ieder een. Moerasjov won de eerste omloop met 0,005 seconde verschil; Koelizjnikov zette echter orde op zaken in de tweede omloop en prolongeerde zijn titel.

## Plaatsing
De regels van de ISU schrijven voor dat maximaal 24 schaatssters zich plaatsen voor het WK op deze afstand. Geplaatst zijn de beste veertien schaatssters van het wereldbekerklassement na vier manches, aangevuld met de tien tijdsnelsten van die eerste vier manches van de wereldbeker. Achter deze 24 namen werd op tijdsbasis nog een reservelijst van zes namen gemaakt. Aangezien het aantal deelnemers per land beperkt is tot een maximum van drie, telt de vierde (en vijfde etc.) schaatser per land niet mee voor het verloop van de ranglijst. Het is aan de nationale bonden te beslissen welke van hun schaatssters, mits op de lijst, naar het WK afstanden worden afgevaardigd.
Net als bij de vrouwen startte Zuid-Korea maar met één man, waar ze er drie hadden mogen laten starten, en net als bij de vrouwen schoven Italië en Finland door van de reservelijst.

## Statistieken

### Uitslag
| #      | Naam                  | Land | 1e run     | 2e run       | Totaal  |
| ------ | --------------------- | ---- | ---------- | ------------ | ------- |
| Goud   | Pavel Koelizjnikov    | RUS  | 34,60 (2)  | 34,42 (1) BR | 69,026  |
| Zilver | Roeslan Moerasjov     | RUS  | 34,60 (1)  | 35,08 (12)   | 69,680  |
| Brons  | Alex Boisvert-Lacroix | CAN  | 35,08 (10) | 34,70 (2)    | 69,788  |
| 4      | Mika Poutala          | FIN  | 34,89 (3)  | 34,90 (5)    | 69,794  |
| 5      | Aleksej Jesin         | RUS  | 34,91 (4)  | 34,89 (4)    | 69,805  |
| 6      | Kim Tae-yun           | KOR  | 34,92 (5)  | 34,92 (6)    | 69,847  |
| 7      | Artur Waś             | POL  | 35,08 (10) | 34,86 (3)    | 69,945  |
| 8      | William Dutton        | CAN  | 35,02 (7)  | 34,94 (7)    | 69,963  |
| 9      | Mitchell Whitmore     | USA  | 35,05 (8)  | 34,96 (8)    | 70,018  |
| 10     | Ronald Mulder         | NED  | 35,09 (12) | 34,97 (9)    | 70,063  |
| 11     | Tsubasa Hasegawa      | JPN  | 35,11 (16) | 35,06 (11)   | 70,188  |
| 12     | David Bosa            | ITA  | 35,16 (17) | 35,04 (10)   | 70,203  |
| 13     | Ryohei Haga           | JPN  | 35,17 (19) | 35,10 (13)   | 70,283  |
| 14     | Espen Aarnes Hvammen  | NOR  | 35,10 (15) | 35,21 (15)   | 70,321  |
| 15     | Jan Smeekens          | NED  | 35,20 (20) | 35,18 (14)   | 70,388  |
| 16     | Roman Kretsj          | KAZ  | 35,10 (14) | 35,32 (17)   | 70,425  |
| 17     | Pekka Koskela         | FIN  | 35,17 (18) | 35,35 (18)   | 70,527  |
| 18     | Piotr Michalski       | POL  | 35,40 (21) | 35,40 (19)   | 70,812  |
| 19     | Gilmore Junio         | CAN  | 34,95 (6)  | 35,85 (22)   | 70,815  |
| 20     | Xie Jiaxuan           | CHN  | 35,56 (24) | 35,28 (16)   | 70,855  |
| 21     | Mu Zhongsheng         | CHN  | 35,44 (23) | 35,46 (20)   | 70,911  |
| 22     | Mirko Nenzi           | ITA  | 35,41 (22) | 35,57 (21)   | 70,988  |
| 23     | Kai Verbij            | NED  | 35,10 (13) | 1.01,25 (23) | 96,359  |
| 24     | Yuya Oikawa           | JPN  | 35,07 (9)  | 1.24,69 (24) | 119,769 |

### Loting 1e rit
| Rit | Binnenbaan            | Buitenbaan           |
| --- | --------------------- | -------------------- |
| 1   | David Bosa            | Piotr Michalski      |
| 2   | Pekka Koskela         | Mirko Nenzi          |
| 3   | Tsubasa Hasegawa      | Mu Zhongsheng        |
| 4   | Roman Kretsj          | Xie Jiaxuan          |
| 5   | Ronald Mulder         | Kim Tae-yun          |
| 6   | Jan Smeekens          | Mitchell Whitmore    |
| 7   | Aleksej Jesin         | Espen Aarnes Hvammen |
| 8   | Ryohei Haga           | Yuya Oikawa          |
| 9   | Roeslan Moerasjov     | Kai Verbij           |
| 10  | Mika Poutala          | Gilmore Junio        |
| 11  | Alex Boisvert-Lacroix | William Dutton       |
| 12  | Artur Waś             | Pavel Koelizjnikov   |

### Ritindeling 2e rit
| Rit | Binnenbaan           | Buitenbaan            |
| --- | -------------------- | --------------------- |
| 1   | Xie Jiaxuan          | Jan Smeekens          |
| 2   | Mu Zhongsheng        | Ryohei Haga           |
| 3   | Mirko Nenzi          | Pekka Koskela         |
| 4   | Piotr Michalski      | David Bosa            |
| 5   | Espen Aarnes Hvammen | Tsubasa Hasegawa      |
| 6   | Kai Verbij           | Roman Kretsj          |
| 7   | Yuya Oikawa          | Ronald Mulder         |
| 8   | Mitchell Whitmore    | Artur Waś             |
| 9   | William Dutton       | Alex Boisvert-Lacroix |
| 10  | Gilmore Junio        | Aleksej Jesin         |
| 11  | Kim Tae-yun          | Mika Poutala          |
| 12  | Pavel Koelizjnikov   | Roeslan Moerasjov     |

1996 · 
1997 · 
1998 · 
1999 · 
2000 · 
2001 · 
2003 · 
2004 · 
2005 · 
2007 · 
2008 · 
2009 · 
2011 · 
2012 · 
2013 · 
2015 · 
2016 · 
2017 ·
2019 ·
2020 ·
2021 ·
2023 ·
2024 ·
2025